# Fodor Ferenc (labdarúgó)
Fodor Ferenc (Pécs, 1991. március 22. –) magyar labdarúgó.

## Pályafutása
2002-ben a Pécsi MFC, majd 2006-ban az MTK korosztályos csapatában kezdte a labdarúgást. 2010–11-ben az angol Oldham Athletic játékosa volt, amely 2010-ben kölcsönadta a Northwich Victoria csapatának. 2011 és 2014 között a  Pécsi MFC csapatában szerepelt, közben 2011–12-ben kölcsönben a Kozármisleny együttesében is szerepelt. 2014–15-ben a Nyíregyháza, 2015–16-ban a Puskás Akadémia, 2016–17-ben a Kisvárda, 2017 és 2021 között ismét a Nyíregyháza, 2021 és 2023 között a Győri ETO labdarúgója volt. 2023 óta a Tiszakécske játékosa. Az élvonalban 79 mérkőzésen szerepelt és négy gólt szerzett.
2011–12-ben hat alkalommal szerepelt az U21-es válogatottban.
2018-ban jogi végzettséget szerzett.

## Sikerei, díjai
Pécsi Mecsek FC
- NB II
  - aranyérmes: 2010–11

Kozármisleny SE
- NB II
  - ezüstérmes: 2011–12